# Bitwa pod Koryntem (197 p.n.e.)
Bitwa pod Koryntem – starcie zbrojne, które miało miejsce w roku 197 p.n.e.
Klęska w bitwie pod Kynoskefalaj skłoniła króla Filipa V do prób zawarcia porozumienia pokojowego z Rzymem. Trudna sytuacja panowała tymczasem w rejonie Koryntu, gdzie toczyły się walki z Achajami. Stacjonował tu wódz królewski Androstenes na czele 6 000 ludzi (500 Macedończyków, 1 200 Ilirów i Traków, 800 Kreteńczyków, 1 000 hoplitów z Beocji i Tessalii oraz 700 Koryntczyków). Przeciwko sobie miał armię achajską pod wodzą Nikostratosa. Pewny siebie Androstenes zlekceważył słabszego liczebnie przeciwnika, wysyłając nawet część swoich oddziałów do pustoszenia ziem Achajów. W tej sytuacji Nikostratos zebrał 5 000 ludzi piechoty i 300 jazdy atakując z zaskoczenia obóz macedoński. Macedończycy ustawili linię bojową, większość z nich jednak zbiegła z pola walki po gwałtownym ataku Achajów. Pozostali w szeregu Macedończycy bronili się dzielnie, jednak i oni rozpierzchli się po oskrzydlającym ataku przeciwnika. W bitwie miało zginąć 1 500 ludzi Androstenesa a 300 dostało się do niewoli. Reszta ocalałych schroniła się w Koryncie.